# Darío Siviski
Darío Andrés Siviski (Avellaneda, 20 dicembre 1962) è un ex calciatore argentino, di origine polacca di ruolo centrocampista.

## Caratteristiche tecniche
Giocava centrocampista, ricoprendo il ruolo di volante destro.

## Carriera

### Club
Siviski, soprannominato El Ruso per via del suo cognome, debuttò con il Temperley nel 1981, partecipando ai tornei regionali; quando il club si qualificò alla Primera División argentina, anche il centrocampista vi prese parte, scendendo in campo per un totale di tre volte nella stagione 1983. Dopo le 16 del 1984 tra Metropolitano e Nacional, si trasferì per la prima volta all'estero, disputando il campionato 1984-1985 con il Toluca in Messico. Terminata la competizione, fece ritorno in patria, dove disputò la Primera División 1985-1986. Venne poi ceduto al San Lorenzo, con la cui maglia debuttò il 13 luglio 1986 contro il Rosario Central. Giocando per la squadra di Buenos Aires ottenne la convocazione in Nazionale e la possibilità di militare con regolarità nella massima serie argentina. Nel 1990 ebbe la sua seconda esperienza fuori dai patri confini, andando in Svizzera, per vestire la casacca del Servette. Nel 1991-1992 fece ritorno in Argentina, firmando per l'Independiente; dopo aver giocato la successiva annata con l'Estudiantes, uscì ancora una volta dal suo Paese natale per tornare al calcio svizzero, sempre con il Servette. Nel 1994 passò all'Avispa Fukuoka, squadra giapponese in cui militava anche il connazionale Hugo Maradona, mentre nel 1996 giocò a Tandil con il Grupo Universitario. Chiuse poi la carriera con il Temperley nel 1999.

### Nazionale
Il 10 giugno 1987 debuttò con la Nazionale maggiore; incluso nei convocati per la Copa América 1987, fece il suo esordio nella manifestazione il 2 luglio al Monumental di Núñez contro l'Ecuador, sostituendo Hernán Díaz all'80º minuto. Quell'incontro fu l'unico che Siviski disputò con l'Argentina nella Copa América, e raccolse le restanti 4 presenze in incontri amichevoli. L'anno seguente fu chiamato per le Olimpiadi di Seul 1988, durante le quali giocò con regolarità, scendendo in campo in tutte e quattro le partite dell'Argentina nel torneo.